# Trạch Thiên Quải
Quẻ Trạch Thiên Quải, đồ hình |||||: còn gọi là quẻ Quải (夬 guai4), là quẻ thứ 43 trong Kinh Dịch.
- Nội quái là ☰ (||| 乾 qian2) Càn hay Trời (天).
- Ngoại quái là ☱ (||: 兌 dui4) Đoài hay Đầm (澤).

Giải nghĩa: Quyết dã. Dứt khoát. Dứt hết, biên cương, ranh giới, thành phần, thành khoảnh, quyết định, quyết nghị, cổ phần, thôi, khai lề lối. Ích chi cực tắc quyết chi tượng: lợi đã cùng ắt thôi.